# Bodtjärnen (Harmångers socken, Hälsingland, vid Stering)
Bodtjärnen är en sjö i Nordanstigs kommun i Hälsingland och ingår i Harmångersåns huvudavrinningsområde.